# Ernst von Heydebrand und der Lasa

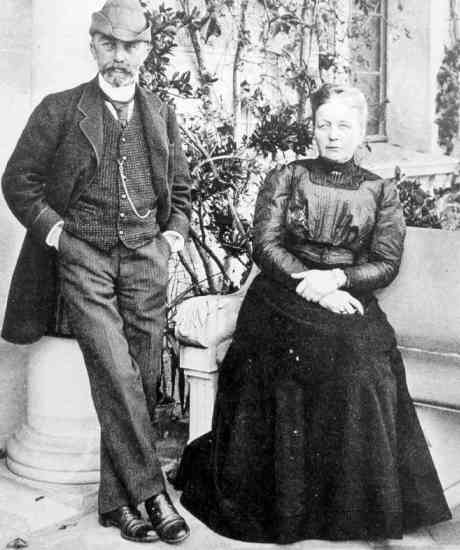
Ernst von Heydebrand und der Lasa mit seiner Ehefrau, Aufnahme von Waldemar Titzenthaler, 1911

Ernst von Heydebrand und der Lasa (* 20. Februar 1851 in Golkowe, Kreis Militsch; † 15. November 1924 in Klein Tschunkawe, Kreis Militsch) war deutscher Politiker und Führer der Deutschkonservativen Partei.

## Leben
Ernst von Heydebrand war Sohn des preußischen Geheimen Regierungsrates Oskar von Heydebrand und der Lasa und seiner Frau Agathe, geb. von Salisch. Sein im Jahre 1870 begonnenes Jura-Studium unterbrach er, um als Freiwilliger am Deutsch-Französischen Krieg 1870/71 teilzunehmen. 1874 wurde er promoviert und schloss seine juristische Ausbildung 1878 mit dem Assessorexamen in Jena ab. 1879 trat er in den preußischen Staatsdienst ein und wurde 1882 Landrat in Schlesien. 1888 wurde von Heydebrand für die Deutschkonservative Partei in das Preußische Abgeordnetenhaus gewählt. 1896 verließ er den Staatsdienst und konzentrierte sich ganz auf seine politische Tätigkeit und die Verwaltung seines ererbten Rittergutes.
1903 wurde er in den Reichstag gewählt und war von 1906 bis 1918 Vorsitzender der deutschkonservativen Fraktion im Preußischen Abgeordnetenhaus. 1909 trug er mit seinem Widerstand gegen die Reichsfinanzreform zum Sturz von Reichskanzler Fürst von Bülow bei. Die Befugnis zur Erhebung einer Erbschaftssteuer auch auf den adeligen Großgrundbesitz wollte Heydenbrand unter keinen Umständen „in die Hände einer auf dem gleichen Wahlrecht beruhenden parlamentarischen Körperschaft“ fallen sehen.
1911 wurde er zum Parteivorsitzenden der Deutschkonservativen gewählt. Seine Partei ging in der Folgezeit eine enge Verbindung zu dem radikal-nationalistischen Alldeutschen Verband ein. Während des Ersten Weltkriegs wandte er sich gegen innenpolitische Reformen wie z. B. die Abschaffung des Dreiklassenwahlrechts.
Familie
Er heiratete 1892 auf Gut Limbsee in Westpreußen Marie von Dallwitz (1855–1923), die Tochter des Erbherren von Limbsee Wilhelm von Dallwitz (1825–1898) und dessen Ehefrau Auguste von Dallwitz. Ihr Neffe Ernst von Heydebrand und der Lasa (1884–1963) wurde Reichsrichter.